# 163. motorizirana strelska divizija (ZSSR)
163. motorizirana strelska divizija je bila motorizirana strelska divizija Rdeče armade v času druge svetovne vojne.

## Zgodovina
Divizija je bila ustanovljena septembra 1939 in leta 1941 preoblikovana v 163. strelsko divizijo.